# Bakary Koné
Bakary Koné (Ouagadougou, 27 aprile 1988) è un ex calciatore burkinabé con passaporto francese, di ruolo difensore.

## Carriera

### Esordi e Guingamp
Ha iniziato la sua carriera calcistica nel 2005 con l'Étoile Filante, la squadra della sua città natale. Nel luglio del 2006 si trasferisce in Francia per giocare con il Guingamp. Ha giocato la sua prima partita in Ligue 2 l'11 maggio 2007 contro il Tours.

### Lione
L'11 agosto 2011 è stato acquistato dal Lione per 3 milioni di euro, firmando un contratto quinquennale. Ha segnato il suo primo gol nei preliminari di Champions League contro il Rubin Kazan il 24 agosto 2011.

### Malaga
Il 28 giugno 2016 è stato acquistato dal Malaga, con il quale ha firmato un contratto triennale.

## Palmarès

### Club

#### Competizioni nazionali
- Coppa di Francia: 2

Guingamp: 2008-2009
Olympique Lione: 2011-2012
- Supercoppa francese: 1

Olympique Lione: 2012